# Falealupo

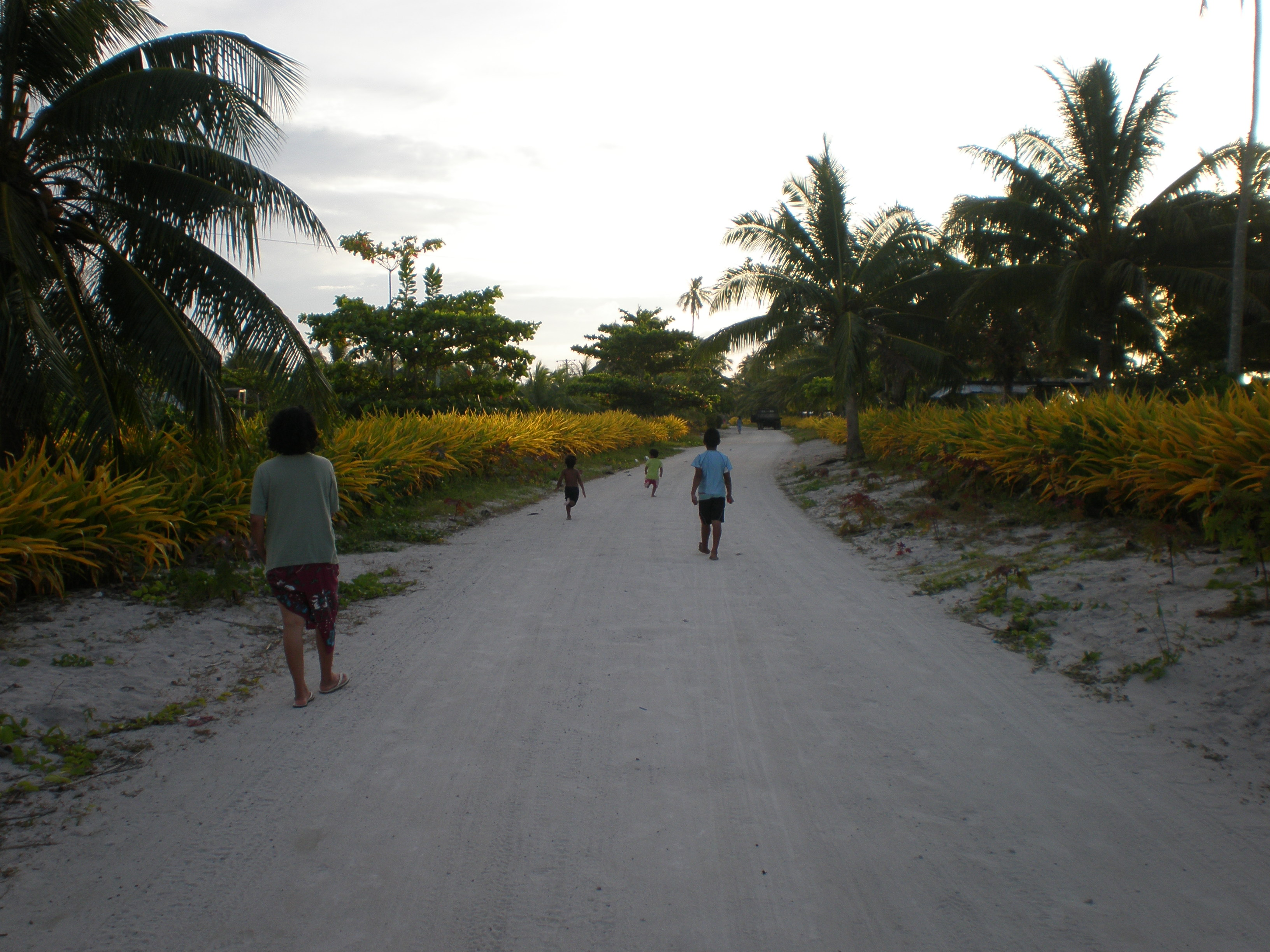
Hauptstraße in Falealupo Tai am Nachmittag.

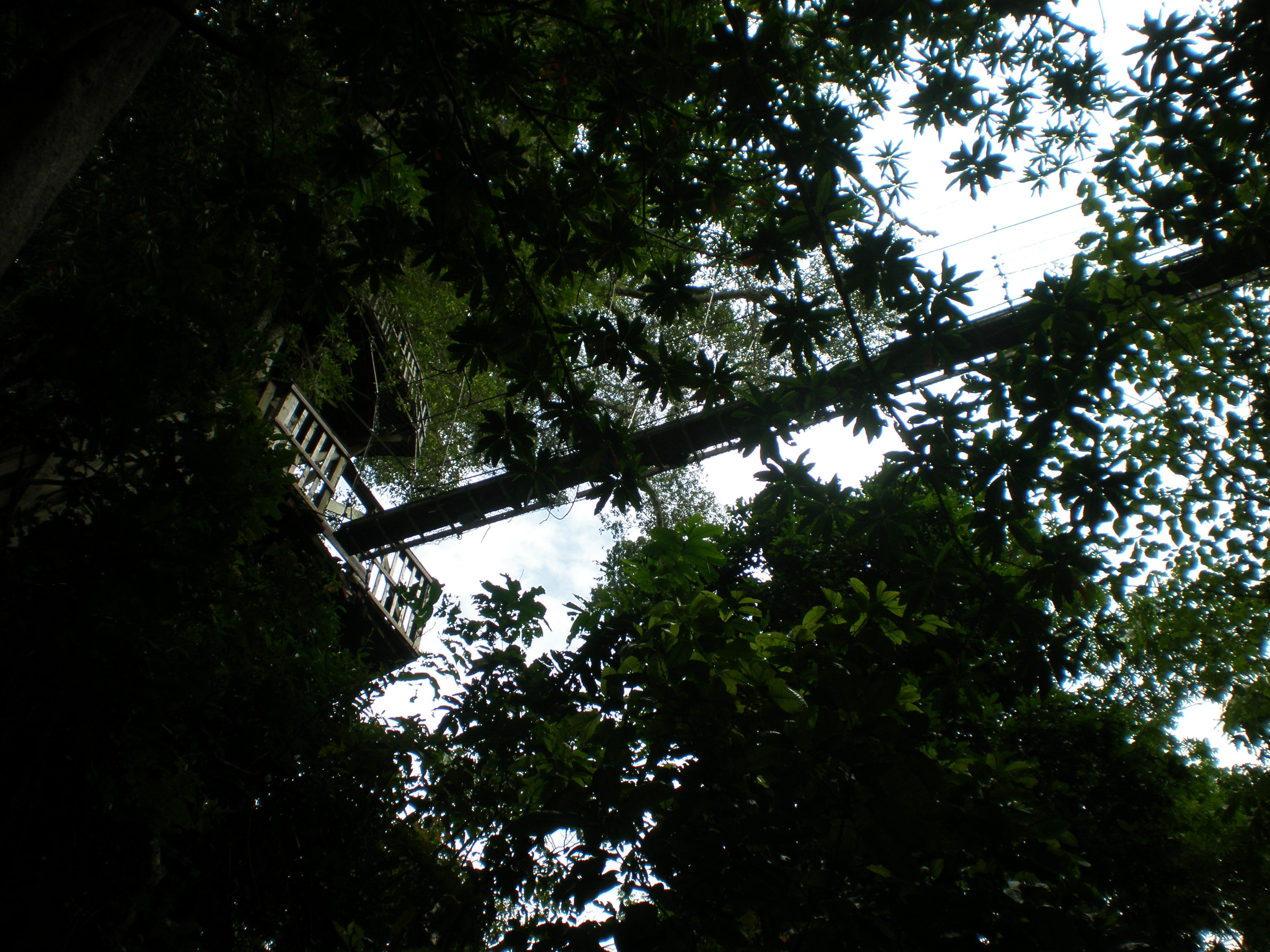
Regenwalddach des Falealupo Rainforest Canopy Walkway beim Old Wooden Tower.

Falealupo ist ein Ort in Samoa am Westende der Insel Savaiʻi, ca. 20 mi (32 km) von der Datumsgrenze, wie sie bis zum 29. Dezember 2011 verlief. Der Ort besteht aus zwei Hauptsiedlungen, Falealupo-Uta (⊙), im Inland an der Hauptstraße, sowie Falealupo-Tai, der Siedlung am Strand. Die Straße zur Strandsiedlung ist ca. 9 km lang und nur wenig befestigt.
Aufgrund seiner Lage am Westende des Landes und weil Samoa bis 2011 gerade östlich der Datumsgrenze lag, wurde Falealupo in der Vergangenheit oft als „the last village in the world to see the sunset of each day“ (Das letzte Dorf in der Welt, dass täglich den Sonnenuntergang sieht.) vermarktet.

## Geographie
Die Strand-Siedlung liegt am Westende von Samoa, zwischen den Caps Cape Mulinuu und Cape Vaitoloa. Die Landschaft ist flach und steigt nur langsam zum Inselinnern, nach Osten an. An der Küste gibt es Felsen-Pools, Grotten (Cave of Vaatausili, ⊙) und weiter östlich auch Sandstrände. Es gibt auch einige Fale die an Touristen vermietet werden. Falealupo-Uta im Landesinneren verfügt über kleine Läden und eine Bank. Im Hinterland befindet schließt sich der Central Savaiʻi Rainforest an, das größte zusammenhängende Regenwaldgebiet in Samoa. Forschungen an der Baumart Homalanthus nutans haben ergeben, dass der Wirkstoff Prostratin als HIV-Medikament eingesetzt werden könnte.

## Bevölkerung
Viele Familien sind vom Strand weggezogen um näher an der Hauptstraße zu leben und dadurch besseren Zugang zum Verkehr zu haben. Außerdem hatten Zyklone in den 1990ern große Zerstörung verursacht. Die Ruinen der alten Kirche sind noch an der Küste zu sehen.
Die Siedlungen gehören zur Falealupo Electoral Constituency (Faipule District), ein Teil des Distrikts von Vaisigano.

## Legenden
Vor der Küste im Meer liegt am äußersten Zipfel der Halbinsel die Fafā, eine Ansammlung von Vulkanfelsen. Die Legende sagt, dass dies eines der Tore zur Unterwelt Pulotu ist, wo aitu, die Geister der Verstorbenen leben.
Der Herrscher von Pulotu ist Saveasiʻuleo, der Vater von Nafanua, einer Kriegsgöttin. Eine andere Legende sagt, dass Nafanuas Mutter Tilafaiga ist, die die Kunst des Peʻa (Tätowierung) mit ihrer Schwester Taema von Fidschi brachte. Auch die Legende von Moso ist mit dem Dorf verknüpft.

## Falealupo Rainforest Conservation
Falealupo verfügt über große Tieflandregenwälder. Der größte Teil des Landes wird vor Ort von den faʻamatai (Häuptlingen) der Familien als customary land verwaltet. 1990 stellte die samoanische Regierung dem abgelegenen Dorf Falealupo ein Ultimatum, dass eine bessere Schule gebaut werden sollte, andernfalls sollten die Lehrer abgezogen werden, so dass keine Schule mehr stattfinden könnte. Die Bildung in Samoa wird nämlich in Partnerschaft zwischen den Dörfern und der Regierung organisiert. Gewöhnlich stellen die Dörfer Land und Schulgebäude zur Verfügung, während die Regierung Lehrer und Lernstoff zur Verfügung stellt. Die Wirtschaft auf der Insel ist jedoch noch hauptsächlich Subsistenzwirtschaft, so dass es für die Bürger nur die Möglichkeit gab, die Holzrechte zu verkaufen um Geld zum Bau der Schule zu gewinnen. Bevor aber eine Abholzung stattfinden konnte, setzte sich der amerikanische Ethnobotaniker und Mitbegründer der Umweltorganisation Seacology, Paul Alan Cox, für den Schutz der Wälder ein. Er versprach den Dorf-Chiefs, die Mittel für die Schule aufzutreiben im Austausch für einen Bund zum Schutz des 30000 acre (120 km²) großen Regenwalds.

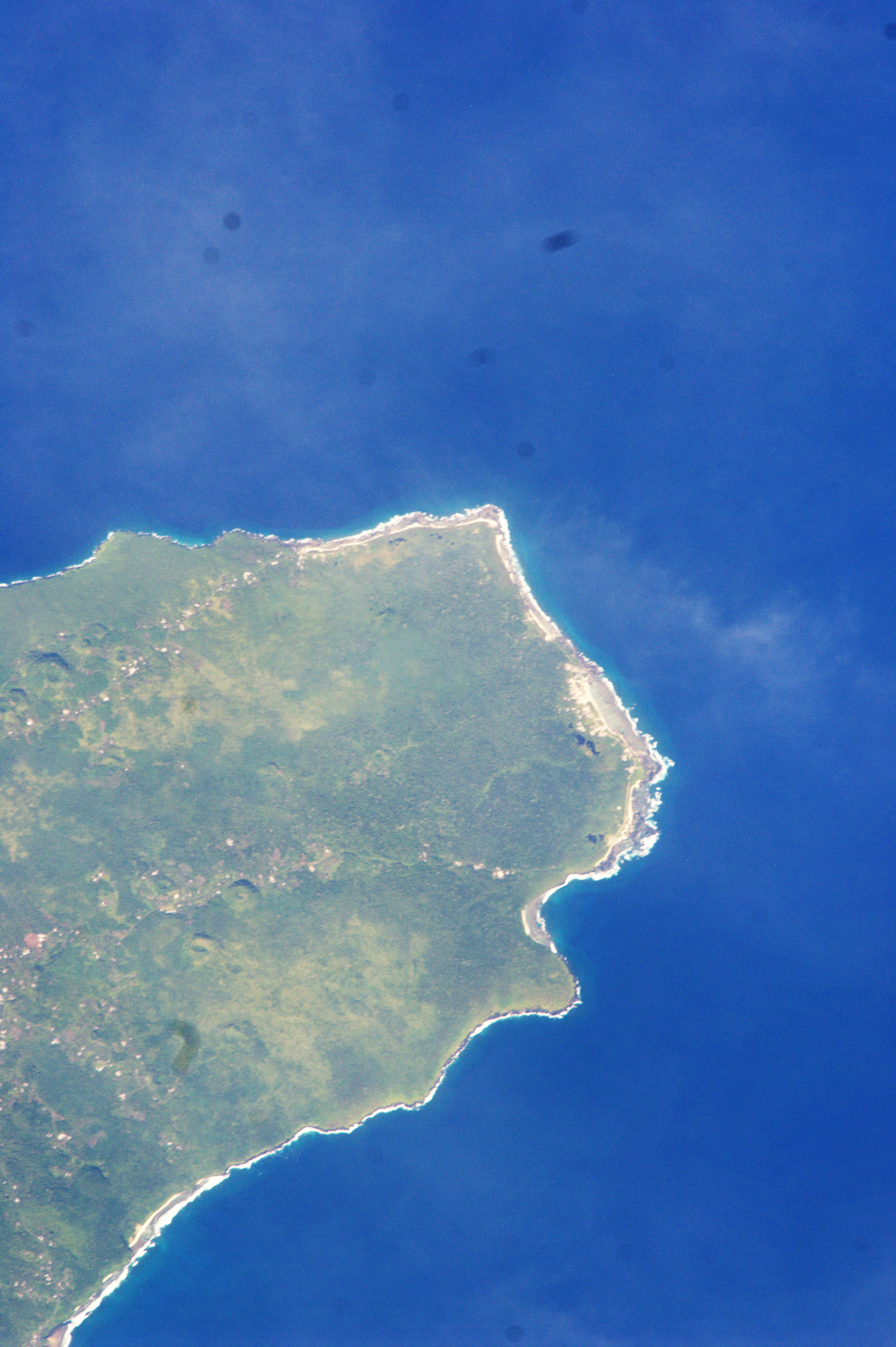
Satellite image of Falealupo at the west end of Savaiʻi island. (NASA photo 2009).

Die Falealupo Rainforest School wurde gebaut und das Dorf verlieh an Paul Cox, Ken Murdock und Rex Maughan Titel von Matais (Häuptlingen, 1989). In Anerkennung seiner Erfolge erhielt Cox zusammen mit dem Häuptling Fuiono Senio 1997 den Goldman Environmental Prize. Cox spendete sein Preisgeld an Seacology, welche die Mittel nutzt, um den Falealupo Rainforest Canopy Aerial Walkway zu unterhalten, der ebenfalls 1997 errichtet wurde. Der Baumwipfelpfad gehört dem Dorf und wird von den Einwohnern verwaltet um die Gemeinschaft zu unterstützen durch Einnahmen aus dem Ökotourismus. Aus Anlass der Eröffnung des Erlebnispfads bekräftigten die Einwohner, dass der auf 50 Jahre geschlossene Bund auf Dauer verlängert wird.
1999 entschied die Dorfgemeinschaft, dass ab dem 1. Januar 2000 monatlich Einnahmen aus dem Tourismus für einen kleinen Pensionsfund für die Senioren des Dorfes verwendet werden. Im Februar 2008 musste der Baumwipfelpfad zeitweise geschlossen werden aufgrund von Sicherheitsmängeln am 10 m hohen Einstiegsturm in einen Banyan-Baum. Seacology stellte die Mittel bereit und errichtete einen neuen Aluminium-Turm, der am 10. Juni 2010 eröffnet wurde.

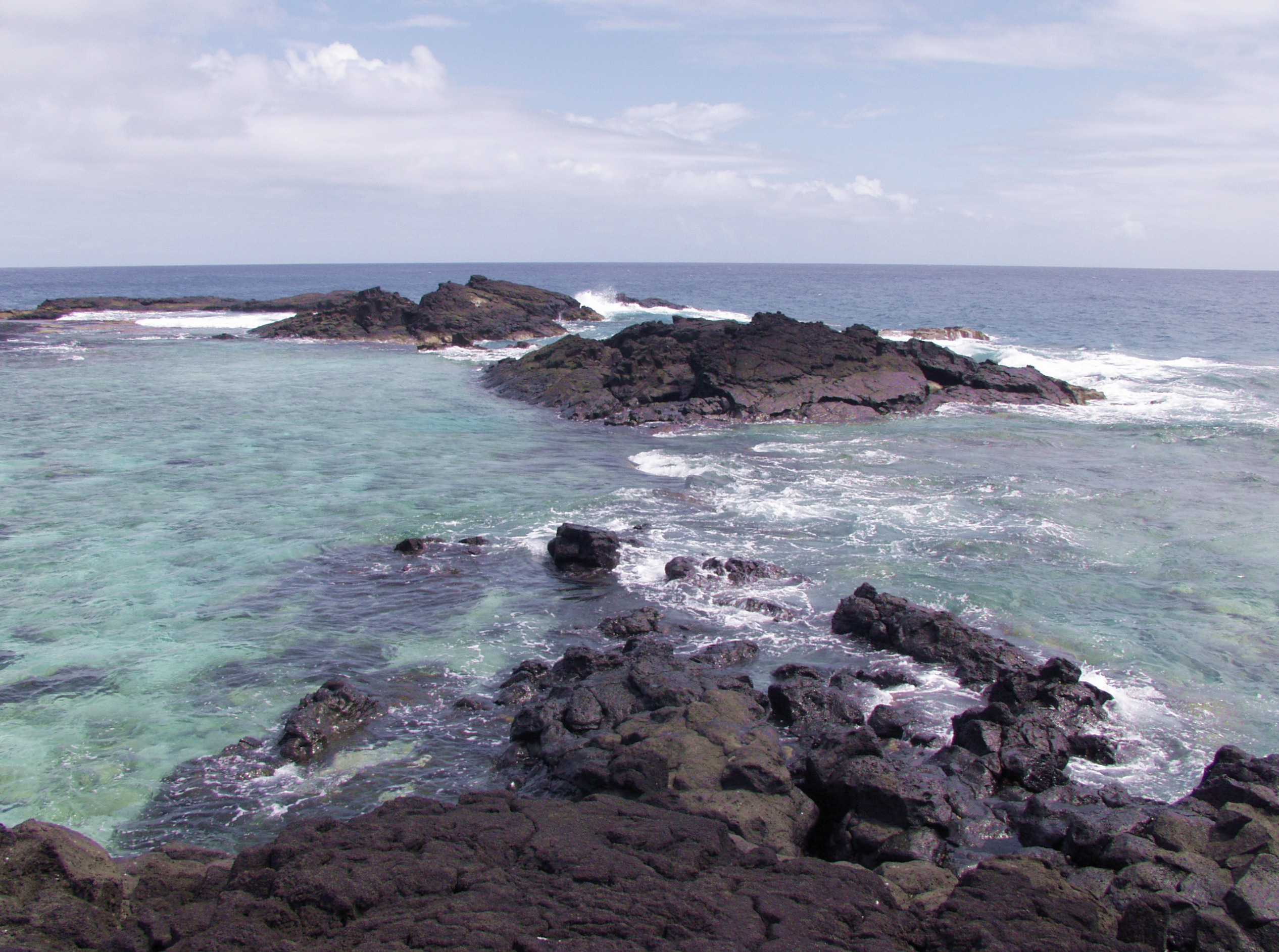
Looking west at the western tip of Savaiʻi

## Persönlichkeiten

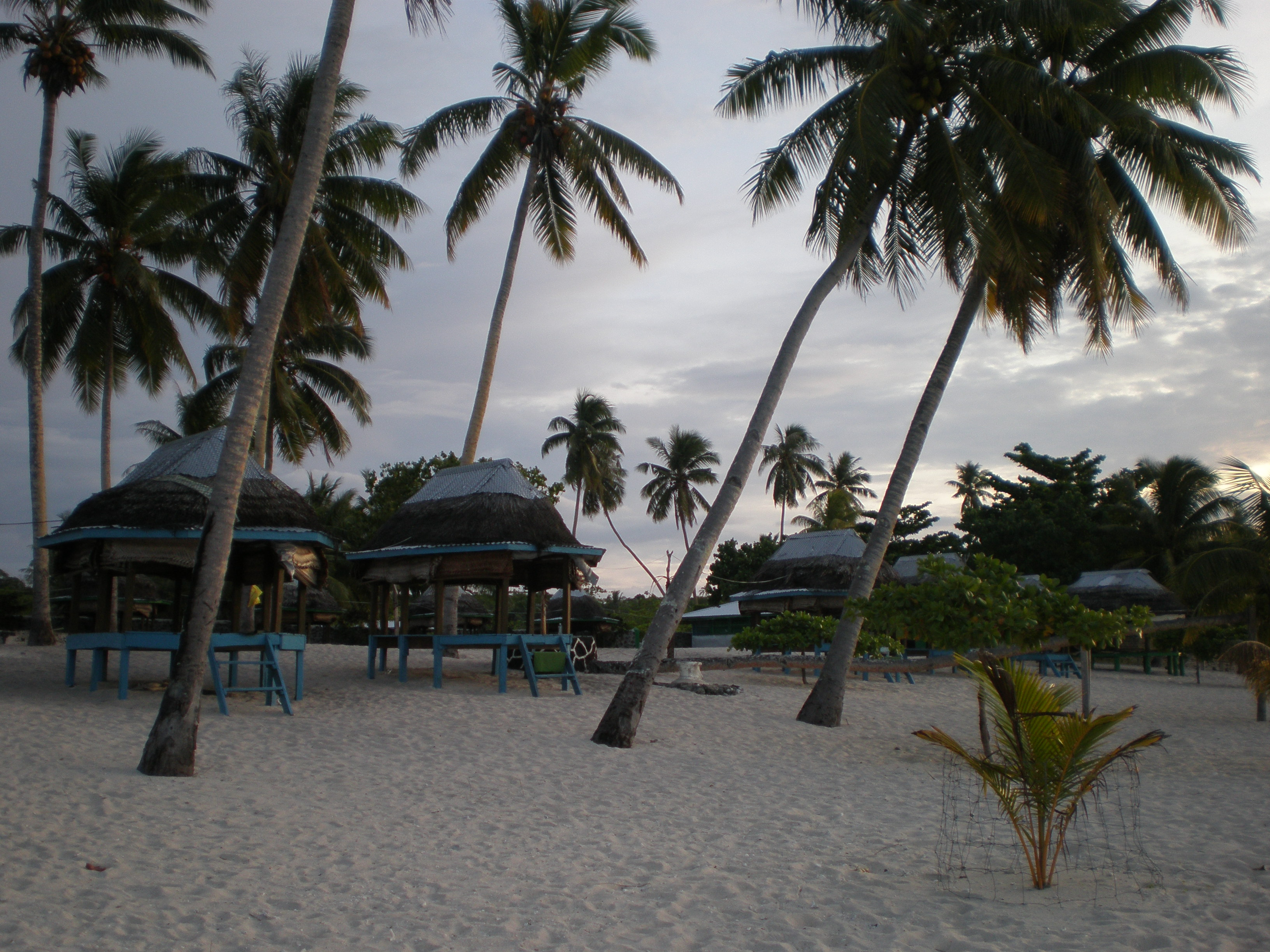
Falealupo beach fale, eine lokale Touristenherberge.

- Aʻeau Peniamina († 2025), Politiker und Abgeordneter für den Wahlkreis Falealupo.[6]
- Kardinal Pio Taofinuʻu (1923–2006), der erste polynesische Bischof und Kardinal wurde in Falealupo geboren.[7]
- John Schuster, ehemaliger Rugby-Union-Spieler der All Blacks (Neuseeländische Rugby-Union-Nationalmannschaft).
- Leo Lafaialiʻi, Spieler der Manu Samoa und ehemals Spieler bei Auckland Blues.
- King Kapisi, ein Hip-Hop-Künstler in Neuseeland. Der Häuptlingstitel seiner Familie in Falealupo ist Aʻeau. 1999 filmte King Kapisi sein Musikvideo Reverse Resistance in Falealupo sowie in Fagamalo, Safotu und an den Taga blowholes in Savaii. Das Lied war der erste Hip-Hop Song, welcher den APRA Silver Scroll Award in Neuseeland gewann.
- Aeau Faʻaloaga, Häuptling, Urgroßvater von King Kapisi; das Grab befindet sich hinter der neuen Kirche in Falealupo-tai.
- Aleni Smith, Judoka der in den Olympischen Sommerspielen 2012 teilnahm.